# Dalea
Genre
Dalea est un genre de plantes à fleurs dicotylédones de la famille des Fabaceae, sous-famille des Faboideae, originaire du Nouveau Monde, avec une aire de répartition qui s'étend du Canada à l'Argentine. Ce genre comprend environ 180 espèces acceptées.

## Liste d'espèces
Selon The Plant List (17 septembre 2018) :
- Dalea abietifolia (Rydb.) Bullock
- Dalea acracarpica Barneby
- Dalea adenopoda (Rydb.) Isely
- Dalea aenigma Barneby
- Dalea albida (Torr. & A. Gray) D.B. Ward
- Dalea albiflora A.Gray
- Dalea ananassa Barneby
- Dalea antana J.F. Macbr.
- Dalea arenicola (Wemple) B.L. Turner
- Dalea attenuata (Rydb.) R.S. Cowan
- Dalea aurea C.Fraser
- Dalea ayavacensis Kunth
- Dalea azurea (Phil.) Reiche
- Dalea bacchantum Barneby
- Dalea bartonii Barneby
- Dalea bicolor Willd.
- Dalea boliviana Britton
- Dalea boraginea Barneby
- Dalea botterii (Rydb.) Barneby
- Dalea brachystachya A.Gray
- Dalea brachystachys A. Gray
- Dalea brandegei (Rose) Bullock
- Dalea caeciliae Harms
- Dalea candida Willd.
- Dalea capitata S.Watson
- Dalea carnea (Michx.) Poir.
- Dalea carthagenensis (Jacq.) J.F.Macbr.
- Dalea choanosema Barneby
- Dalea chrysophylla Barneby
- Dalea cinnamomea Barneby
- Dalea cliffortiana Willd.
- Dalea coerulea (L.f.) Schinz & Thell.
- Dalea compacta Spreng.
- Dalea confusa (Rydb.) Barneby
- Dalea cora Barneby
- Dalea crassifolia Hemsl.
- Dalea cuatrecasasii Barneby
- Dalea cuniculo-caudata Paul G.Wilson
- Dalea cyanea Greene
- Dalea cylindrica Hook.
- Dalea cylindriceps Barneby
- Dalea daucosma Barneby
- Dalea dipsacea Barneby
- Dalea dispar C.V.Morton
- Dalea dorycnoides DC.
- Dalea elata Hook. & Arn.
- Dalea elegans Hook. & Arn.
- Dalea emarginata (Torr. & A.Gray) Shinners
- Dalea enneandra C.Fraser
- Dalea eriophylla S.Watson
- Dalea erythrorhiza Greenm.
- Dalea escobilla Barneby
- Dalea exigua Barneby
- Dalea exilis DC.
- Dalea exserta (Rydb.) Gentry
- Dalea feayi (Chapman) Barneby
- Dalea fieldii (J.F.Macbr.) J.F.Macbr.
- Dalea filiciformis Robinson & Greenm.
- Dalea filiformis A.Gray
- Dalea flavescens (S.Watson) S.L.Welsh
- Dalea foliolosa (Aiton) Barneby
- Dalea foliosa (A.Gray) Barneby
- Dalea formosa Torr.
- Dalea frutescens A.Gray
- Dalea galbina (J.F.Macbr.) J.F.Macbr.
- Dalea gattingeri (A.Heller) Barneby
- Dalea glumacea Barneby
- Dalea grayi (Vail) L.O.Williams
- Dalea greggii A.Gray
- Dalea gypsophila Barneby
- Dalea hallii A.Gray
- Dalea hegewischiana Steud.
- Dalea hemsleyana (Rose) Bullock
- Dalea hintonii Sandwith
- Dalea hospes (Rose) Bullock
- Dalea humifusa Benth.
- Dalea humilis G.Don
- Dalea illustris Barneby
- Dalea insignis Hemsl.
- Dalea isidori Barneby
- Dalea isidorii Barneby
- Dalea jamesii (Torr.) Torr. & A.Gray
- Dalea jamesonii (J.F.Macbr.) J.F.Macbr.
- Dalea juncea (Rydb.) Wiggins
- Dalea kuntzei Kuntze
- Dalea lachnostachys A.Gray
- Dalea lamprostachya Barneby
- Dalea lanata Spreng.
- Dalea laniceps Barneby
- Dalea lasiathera A.Gray
- Dalea leporina (Aiton) Bullock
- Dalea leptostachya DC.
- Dalea leucosericea (Rydb.) Standl. & Steyerm.
- Dalea leucostachya A.Gray
- Dalea luisana S.Watson
- Dalea lumholtzii Robinson & Fernald
- Dalea lutea (Cav.) Willd.
- Dalea macrotropis S.Schauer
- Dalea mcvaughii Barneby
- Dalea melantha S.Schauer
- Dalea mexiae Barneby
- Dalea minutifolia (Rydb.) Harms
- Dalea mixteca Barneby
- Dalea mollis Benth.
- Dalea mollissima (Rydb.) Munz
- Dalea moquehuana J.F.Macbr.
- Dalea mucronata DC.
- Dalea multiflora (Nutt.) Shinners
- Dalea myriadenia Ulbr.
- Dalea nana A.Gray
- Dalea nelsonii Rydb.
- Dalea nemaphyllidia Barneby
- Dalea neomexicana (A.Gray) Cory
- Dalea nobilis Barneby
- Dalea obovata (Torr. & A.Gray) Shinners
- Dalea obovatifolia Ortega
- Dalea obreniformis (Rydb.) Barneby
- Dalea onobrychis DC.
- Dalea ornata (Hook.) Eaton & Wright
- Dalea parrasana Brandegee
- Dalea pazensis Rusby
- Dalea pectinata Kunth
- Dalea pennellii (J.F.Macbr.) J.F.Macbr.
- Dalea phleoides (Torr. & A.Gray) Shinners
- Dalea pinetorum Gentry
- Dalea pinnata (J.F.Gmel.) Barneby
- Dalea piptostegia Barneby
- Dalea plantaginoides Barneby
- Dalea pogonathera A.Gray
- Dalea polygonoides A.Gray
- Dalea polystachya (Sesse & Moc.) Barneby
- Dalea pringlei A.Gray
- Dalea prostrata Ortega
- Dalea pulchella G.Don
- Dalea pulchra Gentry
- Dalea purpurea Vent.
- Dalea purpusii Brandegee
- Dalea quercetorum Standl. & L.O.Williams
- Dalea radicans S.Watson
- Dalea reclinata (Cav.) Willd.
- Dalea reverchonii (S.Watson) Shinners
- Dalea revoluta S.Watson
- Dalea rubrolutea Barneby
- Dalea rupertii A.E. Estrada, Villarreal & M. González
- Dalea rzedowskii Barneby
- Dalea sabinalis (S.Watson) Shinners
- Dalea saffordii (Rose) Bullock
- Dalea scandens (Mill.) R.T.Clausen
- Dalea scariosa S.Watson
- Dalea schiblii Medina & M. Sousa
- Dalea searlsiae (A.Gray) Barneby
- Dalea seemannii S. Watson
- Dalea sericea Lag.
- Dalea sericocalyx (Rydb.) L.Riley
- Dalea similis Hemsl.
- Dalea simulatrix Barneby
- Dalea smithii (J.F.Macbr.) J.F.Macbr.
- Dalea sousae Barneby
- Dalea strobilacea Barneby
- Dalea tapacariensis Kuntze
- Dalea tentaculoides Gentry
- Dalea tenuicaulis Hook.f.
- Dalea tenuifolia (A.Gray) Shinners
- Dalea tenuis (J.M.Coult.) Shinners
- Dalea thouinii Schrank
- Dalea tinctoria Brandegee
- Dalea tolteca Barneby
- Dalea tomentosa (Cav.) Willd.
- Dalea transiens Barneby
- Dalea tridactylites Barneby
- Dalea trifoliata Zucc.
- Dalea trochilina Brandegee
- Dalea uniflora (Barneby) G.L. Nesom
- Dalea urceolata Greene
- Dalea verna Barneby
- Dalea versicolor Zucc.
- Dalea villosa (Nutt.) Spreng.
- Dalea virgata Lag.
- Dalea viridiflora S.Watson
- Dalea weberbaueri Ulbr.
- Dalea wigginsii Barneby
- Dalea wrightii A.Gray
- Dalea zimapanica S.Schauer